# 科米人
科米人是俄羅斯少數民族之一，其传统区域位于俄罗斯欧洲部分东北部的維切格達河、伯朝拉河及卡馬河流域。他们主要居住在俄羅斯科米共和国、彼爾姆邊疆區、摩爾曼斯克州、漢特-曼西自治區和亚马尔-涅涅茨自治区内。
科米人属于芬兰-乌戈尔人中的彼尔姆人分支，他们本身又划分为八个支系。最北的支系称为伊日马科米人，人数为15,607（2002年）。这个支系過著傳統的、包括驯鹿放养的自給自足生活。人口約125,235的彼尔姆科米人則居住在俄羅斯彼爾姆邊疆區和基洛夫州。

## 支系

兹梁科米人
伊日马科米人
彼尔姆科米人
亞濟瓦科米人
卡馬河上游流域的科米人（几乎全部被俄罗斯人同化）

科米人划分为两个主要族群及几个更小的支系。传统上依据他们所居住的河流流域来命名：
- 兹梁科米人
  - 居住在伊日馬河流域的伊日马科米人（英语：Izhma Komi）（驯鹿牧民）
    - 居住在科拉半岛的科米人
    - 居住在涅涅茨自治区的科米人
    - 居住在鄂畢河下游及利亞平河流域的科米人

  - 居住在瓦什卡河及梅津河流域的科米人
  - 居住在維姆河流域的科米人
  - 居住在鄂畢河下游流域的科米人
  - 居住在伯朝拉河流域的科米人
  - 居住在維切格達河流域的科米人
  - 居住在瑟索拉河流域的科米人
  - 居住在列特卡河及盧扎河流域的科米人
- 彼尔姆科米人
  - 居住在亞濟瓦河流域的科米人
  - 居住在卡馬河上游流域的科米人（几乎全部被俄罗斯人同化）

## 语言
科米语属于乌拉尔语系彼尔姆语支，能与乌德穆尔特语互通一点。科米语有两种主要的方言：兹梁科米语和彼尔姆科米语。直至18世纪科米语使用由传教士彼爾姆的斯蒂芬在14世纪时创立的古彼爾姆文字母来书写。19世纪时开始使用西里尔字母，在1929至1933年间曾短暂使用过拉丁字母。现在科米语使用西里尔字母，添加了兩個字母 Іі 和 Ӧӧ 来表示俄语中不存在的元音。第一本用科米语写成的书籍（一本疫苗接种指南书）出版于1815年。

## 宗教信仰
大多数科米人隶属俄罗斯正教会，但是他们的信仰里经常包含了一些基督教之前的痕迹。很多科米人属于旧礼仪派。

## 延伸閱讀
- Tsypanov, Evgenii. . Nationalities Papers. March 2001, 29 (1): 109–128. doi:10.1080/00905990120036402.
- Tooke, William. . London: T. N. Longman, O. Rees, and J. Debrett. 1799: 532.

## 外部連結
- Lyudmila Nikitina: Permian Komis （页面存档备份，存于） （英文）
- Людмила Никитина: КОМИ-ПЕРМЯККЕЗ （页面存档备份，存于） （彼尔姆科米语）
- Finno-Ugric media centre （页面存档备份，存于） （英文）